# Philadelphia 76ers 1991-1992
La stagione 1991-92 dei Philadelphia 76ers fu la 43ª nella NBA per la franchigia.
I Philadelphia 76ers arrivarono quinti nella Atlantic Division della Eastern Conference con un record di 35-47, non qualificandosi per i play-off.

## Roster
| N° | Naz.                   | Ruolo | Sportivo            | Anno | Alt. | Peso |
| -- | ---------------------- | ----- | ------------------- | ---- | ---- | ---- |
| 3  | Stati Uniti (bandiera) | G     | Greg Grant          | 1966 | 170  | 64   |
| 11 | Sudan (bandiera)       | C     | Manute Bol          | 1962 | 229  | 91   |
| 14 | Stati Uniti (bandiera) | AC    | Charles Shackleford | 1966 | 208  | 102  |
| 12 | Stati Uniti (bandiera) | G     | Johnny Dawkins      | 1963 | 188  | 75   |
| 20 | Stati Uniti (bandiera) | GA    | Ron Anderson        | 1958 | 201  | 98   |
| 21 | Stati Uniti (bandiera) | GA    | Kenny Payne         | 1966 | 203  | 88   |
| 23 | Stati Uniti (bandiera) | G     | Mitchell Wiggins    | 1959 | 193  | 84   |
| 25 | Stati Uniti (bandiera) | G     | Tharon Mayes        | 1968 | 191  | 79   |
| 31 | Stati Uniti (bandiera) | G     | Brian Oliver        | 1968 | 193  | 95   |
| 32 | Stati Uniti (bandiera) | A     | Charles Barkley     | 1963 | 198  | 114  |
| 33 | Stati Uniti (bandiera) | G     | Hersey Hawkins      | 1966 | 191  | 86   |
| 35 | Stati Uniti (bandiera) | AC    | Armon Gilliam       | 1964 | 206  | 104  |
| 40 | Stati Uniti (bandiera) | AC    | Dave Hoppen         | 1964 | 211  | 107  |
| 43 | Stati Uniti (bandiera) | C     | Jeff Ruland         | 1958 | 208  | 109  |
| 45 | Stati Uniti (bandiera) | A     | Michael Ansley      | 1967 | 201  | 102  |
| 55 | Stati Uniti (bandiera) | AC    | Jayson Williams     | 1968 | 206  | 109  |

## Staff tecnico
- Allenatore: Jim Lynam
- Vice-allenatori: Buzz Braman, Fred Carter